# Факир на час
«Факир на час» — советская музыкальная комедия, снятая в 1971 году Диамарой Нижниковской по собственному сценарию, созданному по пьесе Владимира Дыховичного и Мориса Слободского. Фильм вышел на экраны 8 апреля 1972 года. В фильме участвует сильный актёрский состав: заслуженные и народные артисты советского кино. Музыка к фильму написана также народным артистом СССР Никитой Богословским.

## Сюжет
Действие весёлой музыкальной комедии происходит в некоем провинциальном городке. Катастрофическая нехватка мест для ночлега, связанная с тем, что в городе только одна гостиница, собирает невероятную очередь из приезжих. В гостинице ожидается приезд важного гостя – доктора-гипнотизёра, для которого забронирован отдельный номер. В результате домыслов сотрудников гостиницы происходит путаница и обычного приезжего корреспондента, ожидающего свободного места в общей очереди, принимают за предстоящего важного гостя.

## В ролях
- Лидия Смирнова — Олимпиада Александровна, заведующая гостиницей
- Александр Белявский — Сергей Александрович, корреспондент
- Михаил Пуговкин — Тимофей Гаврилович Миронов, начальник коммунального хозяйства
- Надежда Румянцева — Татьяна Миронова, племянница Тимофея Гавриловича
- Валентина Ананьина — Васильевна, горничная
- Михаил Водяной — Аким, заикающийся лифтер
- Леонид Харитонов — Трофим, швейцар и электромонтер, муж Васильевны
- Виктор Перевалов — Николай Евгеньевич Шишков
- Семён Крупник — Кулик-Куликовский, конферансье
- Клавдия Хабарова — секретарь коммунального хозяйства

## Съёмочная группа
- Автор сценария: Диамара Нижниковская (по пьесе Владимира Дыховичного и Мориса Слободского).
- Режиссёр-постановщик: Диамара Нижниковская
- Операторы: Нина Филинковская и Игорь Ремишевский
- Художник-постановщик: Владимир Чернышёв
- Композитор: Никита Богословский
- Звукооператор: Семен Шухман
- Государственный симфонический оркестр кинематографии, дирижёр: Александр Петухов
- Директор фильма: Иван Леоненко

## Дополнительные факты
- Сюжет комедии чрезвычайно схож с известной комедией Николая Васильевича Гоголя "Ревизор".